# Ohmov zakon
Ohmov zákon [ómov ~] v fiziki za dani električni krog podaja sorazmernost med električnim tokom I skozi električni upornik in napetostjo U na njem:
{\displaystyle I={\frac {U}{R}}\!\,.}
Pri tem je R električni upor.
Zakon nosi ime po nemškem fiziku Georgu Simonu Ohmu, ki ga je leta 1826 odkril in leto kasneje 1827 zapisal v delu Matematično delo o električnem krogu (Die galvanische Kette, mathematisch bearbeitet).

## Splošna oblika
Električno prevajanje uvrščamo v širšo skupino transportnih pojavov, in tudi Ohmov zakon lahko zapišemo v splošni obliki, podobni enačbam, ki opisujejo druge transportne pojave:
{\displaystyle \mathbf {j} =-\sigma \nabla \varphi \!\,.}
Pri tem je j gostota električnega toka, σ električna prevodnost in ∇ φ gradient električnega potenciala. Negativni predznak označuje, da ima električni tok smer negativnega gradienta električnega potenciala.
Če upoštevamo, da je negativni gradient električnega potenciala električna poljska jakost, dobimo tudi zvezo med to in gostoto električnega toka:
{\displaystyle \mathbf {j} =\sigma \mathbf {E} \!\,.}
Za prevajanje po električnem vodniku dolžine l s stalnim presekom S lahko v zgornjo enačbo vstavimo {\displaystyle j=I/S}, {\displaystyle R=l/\sigma S} in {\displaystyle E=U/l}, pa dobimo osnovno obliko Ohmovega zakona.